# 科羅卡尼省

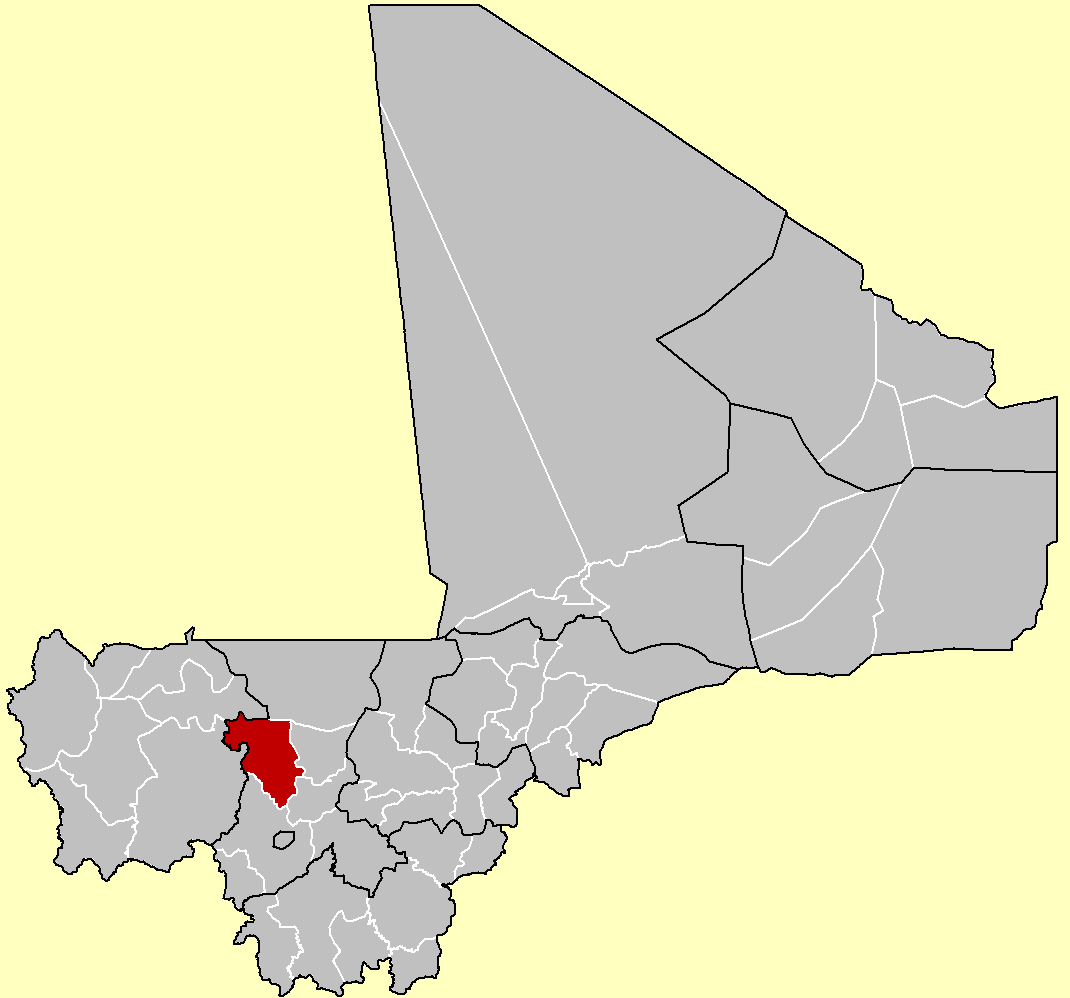

科羅卡尼省（法語：Cercle de Kolokani），是馬里的省份，位於該國西部，由庫利科羅區負責管轄，首府設於科洛卡尼，面積12,000平方公里，2009年人口233,919，人口密度每平方公里19人。